# 남궁동자
"남궁동자"는 한국에서 제작된 김수형 감독의 1977년 영화이다. 강주희 등이 주연으로 출연하였고 김화식 등이 제작에 참여하였다.

## 출연

### 주연
- 강주희
- 이승현
- 이순재
- 김윤경

## 기타
- 원작자: 최요안
- 조명: 마용천